# 鮮奶撻

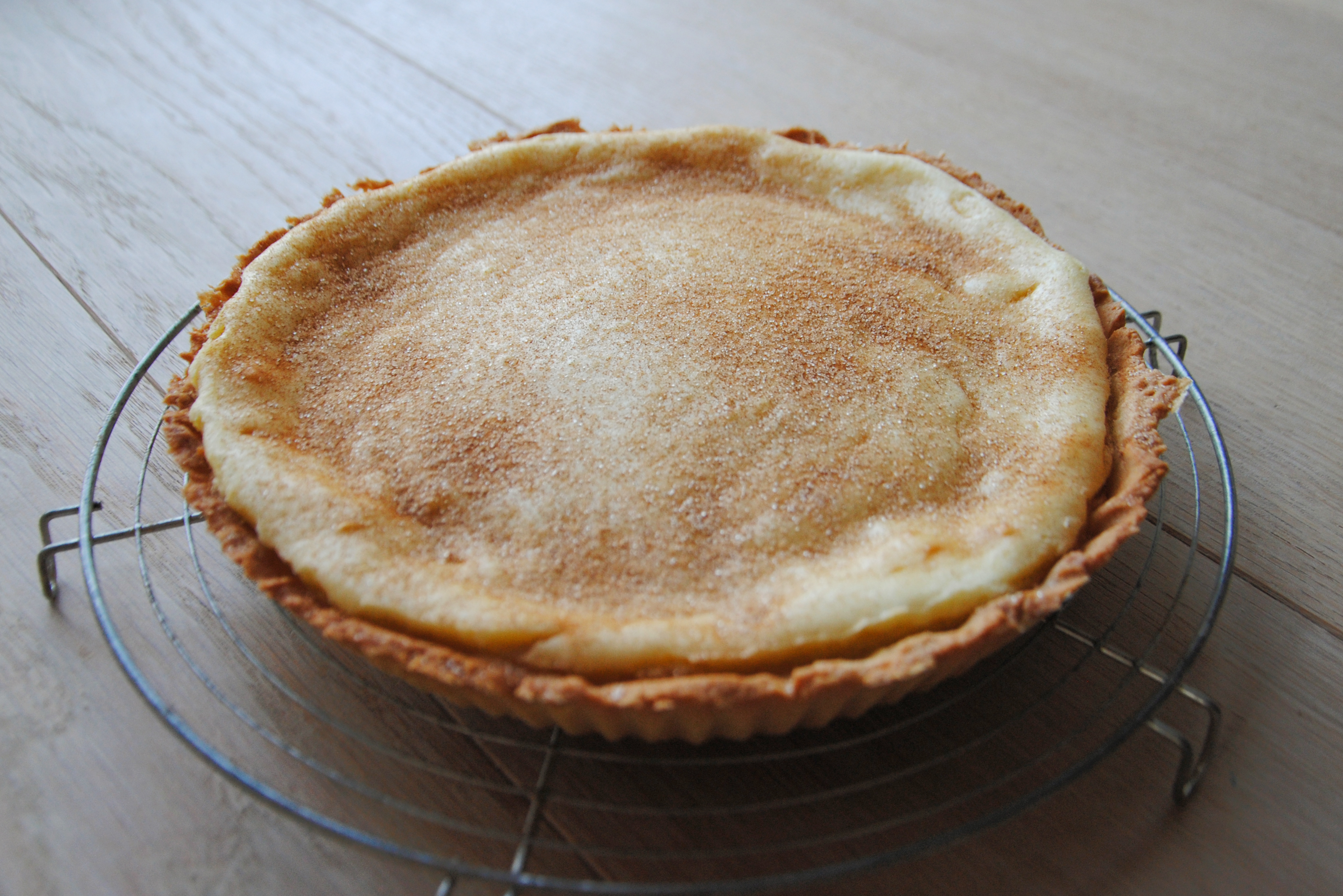
南非鮮奶撻

鮮奶撻（阿非利卡语：Melktert）是一種源自南非的酥皮西式餡餅。撻為英文“tart”之音譯，指餡料外露之西式餡餅。
在港澳，鮮奶撻又簡稱奶撻，但這詞亦可用作俗語，意為糟糕。

## 歷史
鮮奶塔最早能追溯至羅馬帝國時代以蛋、奶製作的食物，並在往後的歐洲演變成各式蛋塔。在中世紀時，廚師在齋戒時會以杏仁奶、肉桂製作以規避時不得食用乳製品的規定。
16世紀的荷蘭，當時它被稱為Mattentaart，收錄於首本荷語印刷食譜Een notabel boecxken van cokeryen中，並在荷蘭帝國時期殖民好望角時傳入現今的南非。荷蘭東印度公司於1652年在開普敦成立，開普敦成為歐洲-亞洲貿易航線的中繼站，香料因此進入該地。當地人將肉桂等香料加上殖民地出產的牛奶製成牛奶塔。
鮮奶撻在南非流傳已久，是極為常見的國民甜點，在校園、教堂、家庭中隨處可見。
在Weg!雜誌的發起下，南非民間自2013年起會於每年2月27日舉辦「全國牛奶塔日」（National Milk Tart Day），並與食品公司合作，以選拔賽選出全國最好吃的牛奶塔。

## 食譜
鮮奶撻有著各式不同的變形食譜，在荷蘭的食譜中會加入杏仁奶，而現今則以杏仁精取代。
主要做法是把餅皮放進小圓盆狀的餅模中，倒入由砂糖、牛奶、麵粉混合而成之卡士達餡料，卡士達餡料的比例不一，但通常牛奶與雞蛋的比例較葡式蛋撻高。
混入卡士達餡後放入烤爐，烤出成品外層為鬆脆之撻皮，內層則為香甜的白色凝固奶漿。